# Ameerega bilinguis
Ameerega bilinguis е вид жаба от семейство Дърволази (Dendrobatidae). Видът е незастрашен от изчезване.

## Разпространение
Разпространен е в Еквадор и Колумбия.